# Kazanka (usedlost)
Kazanka je usedlost v Praze 7-Troji v ulici Trojská. Je chráněna jako kulturní památka České republiky.

## Historie
Na místě původní vinice s lisem byla po třicetileté válce postavena barokní usedlost. Centrální patrová část s dvoutraktovou dispozicí obsahuje komín a v západní části příčný podsklepený průjezd. Patro je členěno čtyřmi okny, mezi okny uprostřed se nachází nika se soškou svatého Václava. Zděnou budovu kryje mansardová střecha. Na východní a západní straně byla později k centrální budově přistavěna přízemní křídla krytá sedlovou střechou. V roce 1840 zde existovala kromě obytné budovy ještě dvě hospodářská stavení, která později zanikla. K přestavbám usedlosti došlo ve 2. polovině 18. století a na konci 19. století.

### 20. století
Pozemky a vinice byly rozparcelovány a zastavěny. Usedlost chátrala až se v 80. letech 20. století dostala do havarijního stavu. Roku 1986 se dočkala rekonstrukce, při které však byly zničeny všechny staré cenné trámové stropy.